# Valle Azul

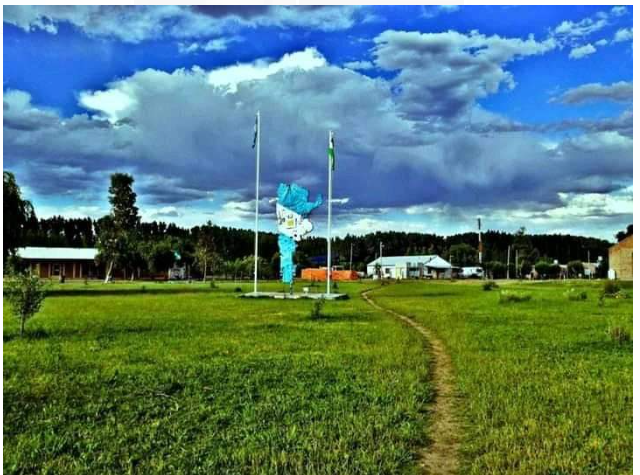
lugar para conocer y disfrutar su tranquilidad

Valle Azul es una localidad argentina, fundada el 31 de enero de 1971 como comunidad autónoma. Es un pueblo ubicado al norte de la Patagonia, sobre la margen sur del río Negro. Se encuentra en el departamento El Cuy de la provincia de Río Negro. 
Se extiende por 5 kilómetros (hacia el sur) hasta la zona de bardas. Esto es gracias a la fertilidad de la tierra, un canal de riego principal permite que su superficie sea apta y destinada mayormente a la producción de frutas: manzanas, peras, duraznos, ciruelas, cerezas, uvas. También se produce el cultivo anual de hortalizas: tomates, papas, cebollas, zapallos, melones, y algunas hectáreas de alfalfa y heno.

## Ubicación
Está ubicada en el valle de la margen derecha (sur) del curso superior del río Negro, contiguo al gran valle de margen izquierda.

## Vías de comunicación
La localidad está a la vera de la ruta provincial 7 y comunicada con la margen izquierda por un puente construido en el año 2000 y un camino vecinal que llega a la ruta nacional 22 en cercanías de Chichinales. La localidad está a 17.6 km de Chichinales y a 31 km de Villa Regina .

## Población
El aglomerado contó con 496 habitantes (Indec, 2001), la población rural dispersa de su ejido fue 251 habitantes (Indec, 2001). En 1991 fue censada como población rural dispersa.
Se destaca como hecho excepcional la llegada de 12 familias franco-argelinas durante los años 60.
El censo 2022 arrojó 350 viviendas con una población estable de 889 habitantes en el municipio.Esto la vuelve la segunda comisión de fomento con más población de la provincia.

## Economía
Su economía está enmarcada en la del Alto Valle del Río Negro.
Se destaca la bodega Noemía, establecimiento frutícola "La Media Luna", Estancia Santa Julia, Agropecuaria Don Manuel.